# 매치 (영화)
《매치》(영어: Match)는 2014년 공개된 미국의 코미디 드라마 영화이다.

## 출연
- 패트릭 스튜어트 - 토비 파월 역
- 칼라 구지노 - 리사 역
- 매슈 릴러드 - 마이크 역
- 마두카 스테디
- 제이미 티렐리
- 롭 양